# Parakou III
Parakou III è un arrondissement del Benin situato nella città di Parakou (dipartimento di Borgou) con 44.107 abitanti (dato 2006).